# 阿佩尔方程
在經典力學中，阿佩尔方程適用於非完整系的動力學方程。是在1900年由保罗·埃米尔·阿佩尔描述，其方程式為:

{\displaystyle {\frac {\partial G}{\partial {\ddot {\pi }}_{i}}}=\Pi _{r}}，而({\displaystyle i=1,2,3\ldots N})

在這裡G是吉布斯函數這個函數是用準加速度表示{\displaystyle {\ddot {\pi }}_{i}}的加速度動能式；N是自由度，{\displaystyle \Pi _{r}}
是對應於的廣義力。